# Warszawa Miedzeszyn
Warszawa Miedzeszyn – przystanek osobowy PKP PLK położony na terenie warszawskiego Wawra przy ul. Patriotów.
W roku 2022 dzienna wymiana pasażerska na przystanku wyniosła 1 500 osób.

## Opis
Na przystanku zatrzymują się pociągi Szybkiej Kolei Miejskiej i Kolei Mazowieckich.
W 2010 wiata peronowa z poczekalnią została wpisana do rejestru zabytków (wraz z podobnymi wiatami znajdującymi się na przystankach kolejowych na tzw. linii otwockiej: Warszawa Międzylesie, Warszawa Radość, Warszawa Falenica, Michalin, Józefów oraz Otwock Świder).
| Przewoźnik | Linia | Trasa |
| ---------- | ----- | --- |
| SKM        | S1    | Otwock – Warszawa Falenica – Warszawa Miedzeszyn – Warszawa Wawer – Warszawa Wschodnia – Warszawa Śródmieście – Warszawa Zachodnia – Warszawa Ursus – Pruszków    |
| KM         | R7    | Warszawa Zachodnia – Warszawa Śródmieście – Warszawa Wschodnia – Warszawa Wawer – Warszawa Miedzeszyn – Warszawa Falenica – Otwock – Celestynów – Pilawa – Dęblin |

## Ruch pasażerski[3]
| Rok  | Wymiana pasażerska na dobę |
| ---- | -------------------------- |
| 2017 | 2100                       |
| 2018 | 1600                       |
| 2019 | 1600                       |
| 2020 | 700-1000                   |
| 2021 | 1000                       |
| 2022 | 1500                       |
| 2023 | 1300                       |